# Музей французской революции
Музей Французской революции — музей во французском городе Визий, в 15 км к югу от Гренобля на Дороге Наполеона. Это единственный в мире музей, посвящённый Великой французской революции.
Среди его экспонатов картины Жан-Батиста Жозефа Викара «Французская Республика» (первое известное аллегорическое изображение Французской Республики) и Уильяма Джеймса Гранта «Кокарда», на которой изображена Жозефина Богарне с дочерью Гортензией. Музей был открыт 13 июля 1984 года в присутствии председателя Национального собрания Франции Луи Мермаза.
Он расположен в замке Визиль, который имеет долгую историю и является местом центра хранения документов, посвящённых французской революции. Музей также организует международные симпозиумы о французской революции.

## История замка

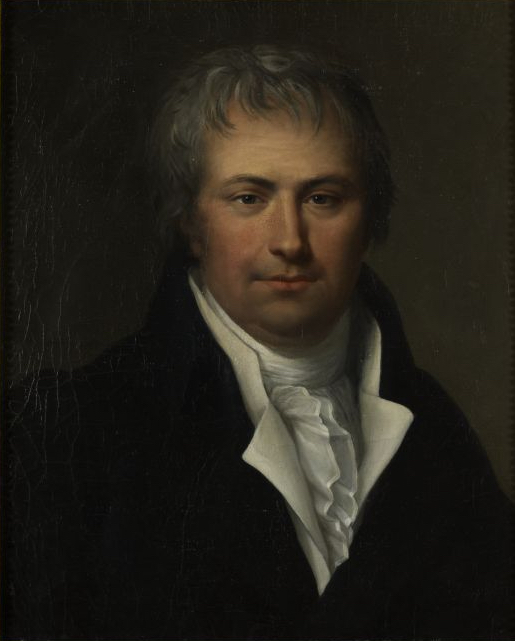
Клод Перье, владелец замка в 1788 году

Замок Визиль (также известный как «замок Ледигьер») является бывшим домом герцогов Ледигьеров. Основатель династии Франсуа де Бонн де Ледигьер построил его в 1619 году. Король Людовик XIII, назначивший его коннетаблем Франции, посетил замок 3 декабря 1622 года. В 1716 году здание было передано герцогам Вильруа. С 5 июня 1780 года по 23 декабря 1895 года им владела семья Перье. Замок был летней резиденцией президентов Французской Республики с 1924 по 1972 год. В 1973 году правительство Франции передало замок и его владения Генеральному совету Изера, которому была поручена важная роль сделать его центром культурного наследия французской революции.
7 июня 1788 года в Гренобле произошёл так называемый День черепиц — первое (в ходе Великой французской революции) народное восстание против монархии. 21 июля 1788 года, во время председательства графа Мо́ржа, в замке, в комнате для игры в жё-де-пом, прошла Визильская ассамблея. 5 июля 1799 года папа Пий VI провёл в замке ночь по приглашению владельца Клода Перье, а Наполеон останавливался в нём во время своего возвращения с острова Эльба 7 марта 1815 года. В ночь с 9 на 10 ноября 1825 года в замке, использовавшемся как фабрика, произошёл пожар, который распространился на часть города. В 1828 году Адольф Перье (сын владельца Огюстена Перье и внук Клода) женился в замке на Натали де Лафайет (дочери Жоржа Вашингтона де Лафайета и внучке маркиза де Лафайета). Отсутствовавший на церемонии маркиз де Лафайет 19 августа 1829 года посетил замок вместе с Натали. После смерти отца в декабре 1833 года Адольф Перье продолжил восстановление замка. В 1862 году, после банкротства Адольфа, Академия изящных искусств классифицировала замок как исторический памятник, и новым владельцем стал Анри Фонтенийя (отчим Огюста Казимира-Перье). Два года спустя Анри умер; его дочь Камилла (жена Огюста) унаследовала замок.

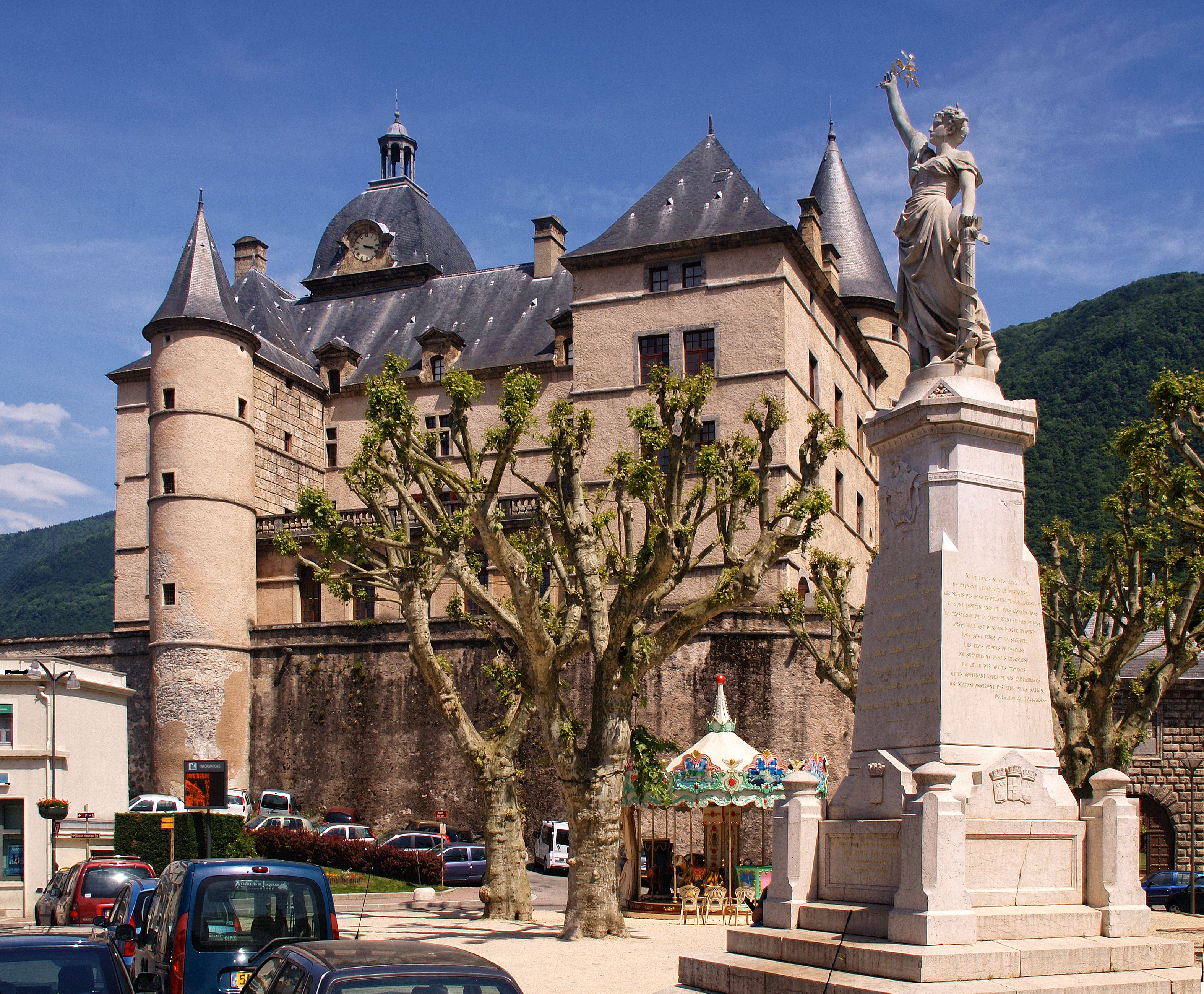
Статуя Свободы, также называемая Марианной. Анри Динг, 1888

Уроки пожара 1825 года не были извлечены; 17 февраля 1865 года второй пожар уничтожил L-образное крыло, в котором была комната для игры в жё-де-пом и галерея, построенная в 1615 году Ледигьером. Их так и не восстановили.
Деятельность типографии, размещённой в замке, приостановилась. В 1872 году Огюст Казимир-Перье и его жена Камилла приняли в замке Луи-Филиппа (графа Парижского), а в 1874 году Адольфа Тьера. К столетию Визильской ассамблеи 21 июля 1888 года президент Сади Карно открыл перед замком статую Свободы (также называемую Марианной). На пьедестале скульптуры, созданной Анри Дингом, выгравированы цитаты ассамблеи и имена представителей провинции Дофине.
Через два месяца после того, как Франция купила замок, газета La Dépêche dauphinoise упомянула о возможности создания музея. Та же газета снова упомянула об этом 6 марта 1932 года, указав, что это может быть музей Французской революции. С официальным открытием тем летом Дороги Наполеона, одна комната замка была посвящена его истории. После избрания Франсуа Миттерана в 1981 году закон о децентрализации 2 марта 1982 года позволил создание музея, посвящённого Французской революции, вдали от Парижа. На заседании 10 июня 1983 г. генеральный совет Изера постановил создать в замке Визиль музей французской революции. Два человека внесли в его создание особый вклад: директор департамента архивов Изера Виталь Шомель и историк Роберт Шаньи, куратор его первой временной выставки. Другими участниками собрания первой коллекции были Жаклин Монжеллаз (1984—1990) и Ален Шевалье (с 1988). Первые залы музея были открыты в начале 1984 года, а его первым директором (с 1984 по 1996 год) был искусствовед Филипп Борде.

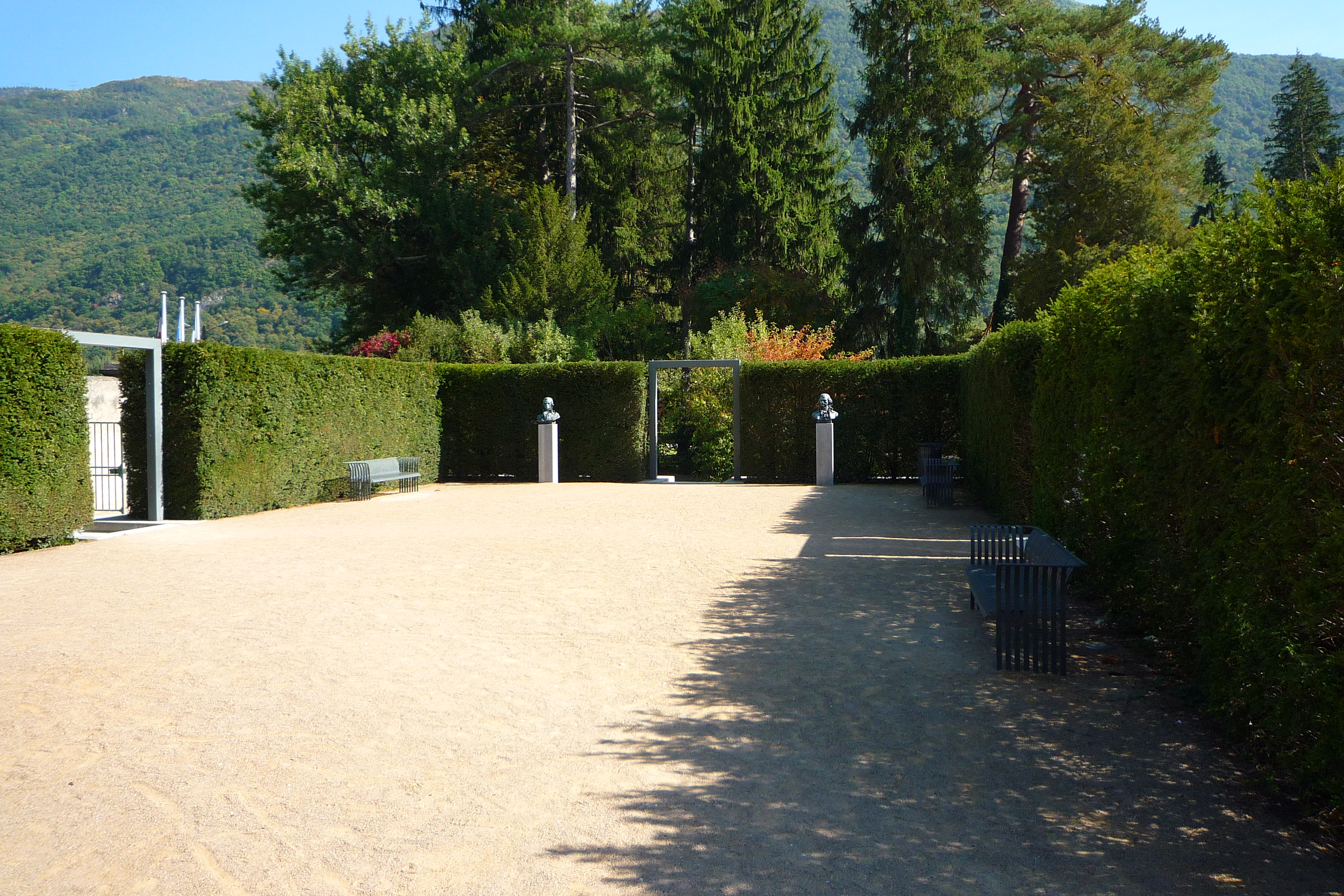
Место, где раньше находился зал для игры в жё-де-пом.

Музей был открыт 13 июля 1984 года в присутствии председателя Национального собрания, двух министров и президента его научно-технического совета Мишеля Вовеля. В ноябре 1987 года начались работы над Колонным залом (позже названном Залом Республики), двумя большими лестницами, поднимающимися от нынешнего входа, и лифтом ко всем уровням музея. 21 июля 1988 года были открыты два новых зала, но трудности с финансированием задержали завершение отделки 600 квадратных метров Колонного зала. Когда он открылся в марте 1992 года, в музее было двадцать комнат на пяти уровнях. С 2010 года место бывшего зала для игры в жё-де-пом (снесённого в 1865 году) справа от входа в музей обозначено изгородью.

## Собрание
Темами музея, помимо революции, являются различные движения, такие как Просвещение и романтизм. В нём представлены произведения искусства и исторические объекты эпохи революции, а также до и после неё.

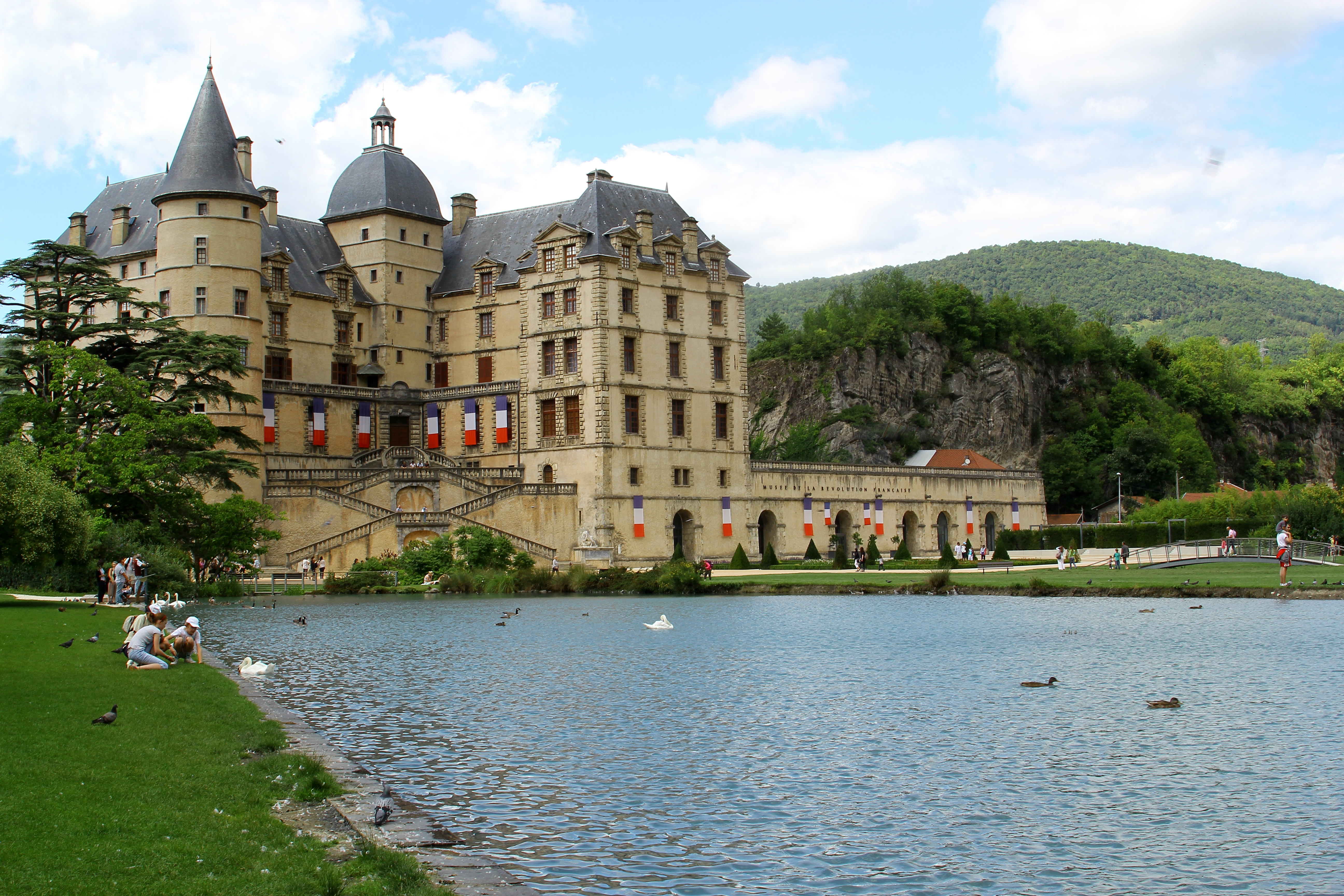
Замок Визиль

Музей показывает историю французской революции через призму произведений искусства, которые являются ключом к лучшему пониманию исторического контекста. Картины и скульптуры революционной эпохи охватывают множество стилей и жанров. Среди картин есть аллегории, исторические события, портреты, античные сцены, пейзажи. Среди статуй есть достоверные изображения Антуана Барнава, Байи, Мирабо, Людовика XVII, Робеспьера, Дантона и его жены Антуанетты, а также генерала Лафайета, мадам Ролан, Сен-Жюста и Жан-Жака Руссо. Декоративное искусство иллюстрирует повседневную жизнь: мебель, фарфор, французский, английский и голландский фаянс. В коллекции есть такие экспонаты, как камни из Бастилии, мечи Национальной гвардии и музыкальные инструменты. Рисунки, гравюры и хрупкие экспонаты (веера, миниатюры, набивные ткани) защищены от света и выставляются только на временных выставках.

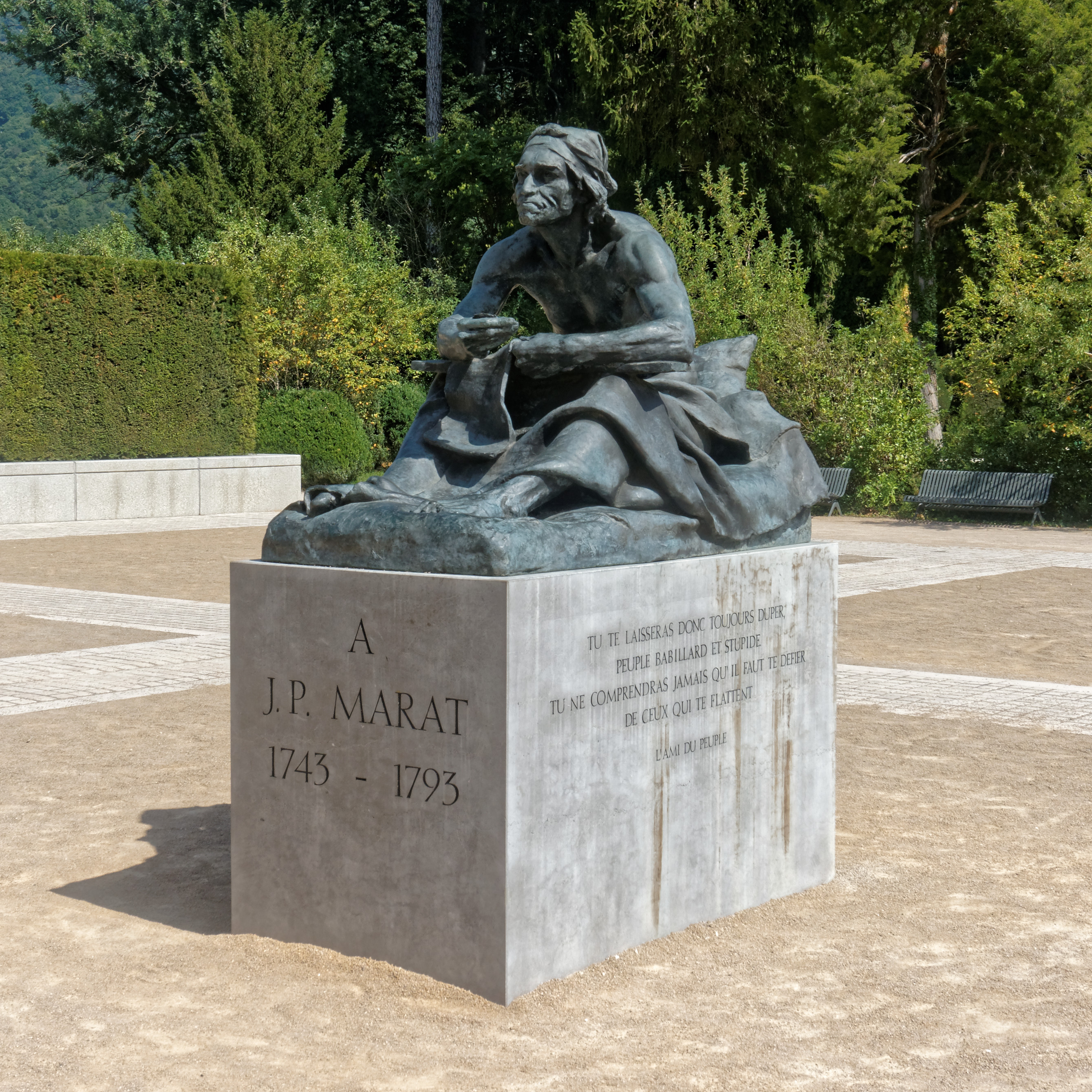
Статуя Жана-Поля Марата напротив входа

Произведения девятнадцатого века включают две картины Люсьена Этьена Меленга: «Утро 10 термидора II года» (1877) и «Жан-Поль Марат» (1879). В залах также присутствуют работы Луи-Пьера Бальтара, Пьера-Никола Леграна де Лерана, Нанин Валлен, Гийома Гийон-Летьера, Иоганна Баптиста Лампи Старшего, Адольфа Ульрика Вертмюллера, Антуана-Франсуа Калле, Альфреда Элмора, Огюста Виншона, Анри Феликса-Эмманюэля-Анри Филиппото, Шарля Луи Мюллера и Жака-Луи Давида.
16 июля 2013 года бронзовая статуя Жан-Поля Марата, изготовленная на литейном заводе Barthélemy Art, заменила старую скульптуру Жана Бафье 1883 года. Старая статуя Бафье была куплена Парижем и устанавливалась в нескольких общественных парках (Монсури, сады музея Карнавале и Бют-Шомон), пока не была расплавлена во время Второй мировой войны. На каменном постаменте есть цитаты из газеты Марата «Друг народа».

## Библиотека

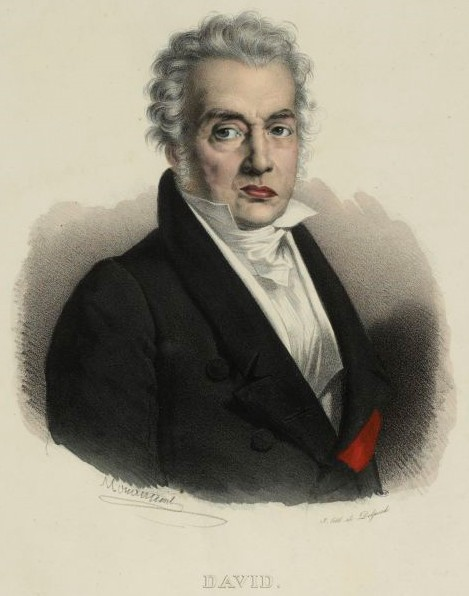
Портрет Жака Луи Давида художника Дельпеш, Франсуа-Серафин, находящийся в музее.

Библиотека и центр документации Альбера Собуля предоставляет исследователям и студентам важный ресурс, содержащий редкие документы по искусству и истории французской революции. Созданный в июне 1982 года (незадолго до открытия музея), он с 2001 года занимает два уровня северного крыла музея. Помимо бюстов и картин с изображениями деятелей революционной эпохи, он содержит документацию о различных аспектах французской революции, включая художественные и культурные.
Библиотека была названа в июне 2005 года в честь историка Альбера Собуля, крупнейшего французского авторитета в области революционной эпохи, который перед своей смертью в 1982 году завещал музею коллекцию книг о революции. Библиотека была расширена за счёт библиотек историков Жака Годешо, Жан-Рене Суратто и Роже Барни, подаренных их семьями. Библиотека, которую посещают исследователи со всего мира, является частью сети муниципальных библиотек Гренобля.

## Временные экспозиции
- 2017—2018: Франсуа де Бонн, герцог Ледигьер (фр. La Splendeur des Lesdiguières)
- 2018: Несчастья Людовика XVII (фр. Heurs et malheurs de Louis XVII, arrêt sur images)
- 2019: Народ и его революция

## Галерея

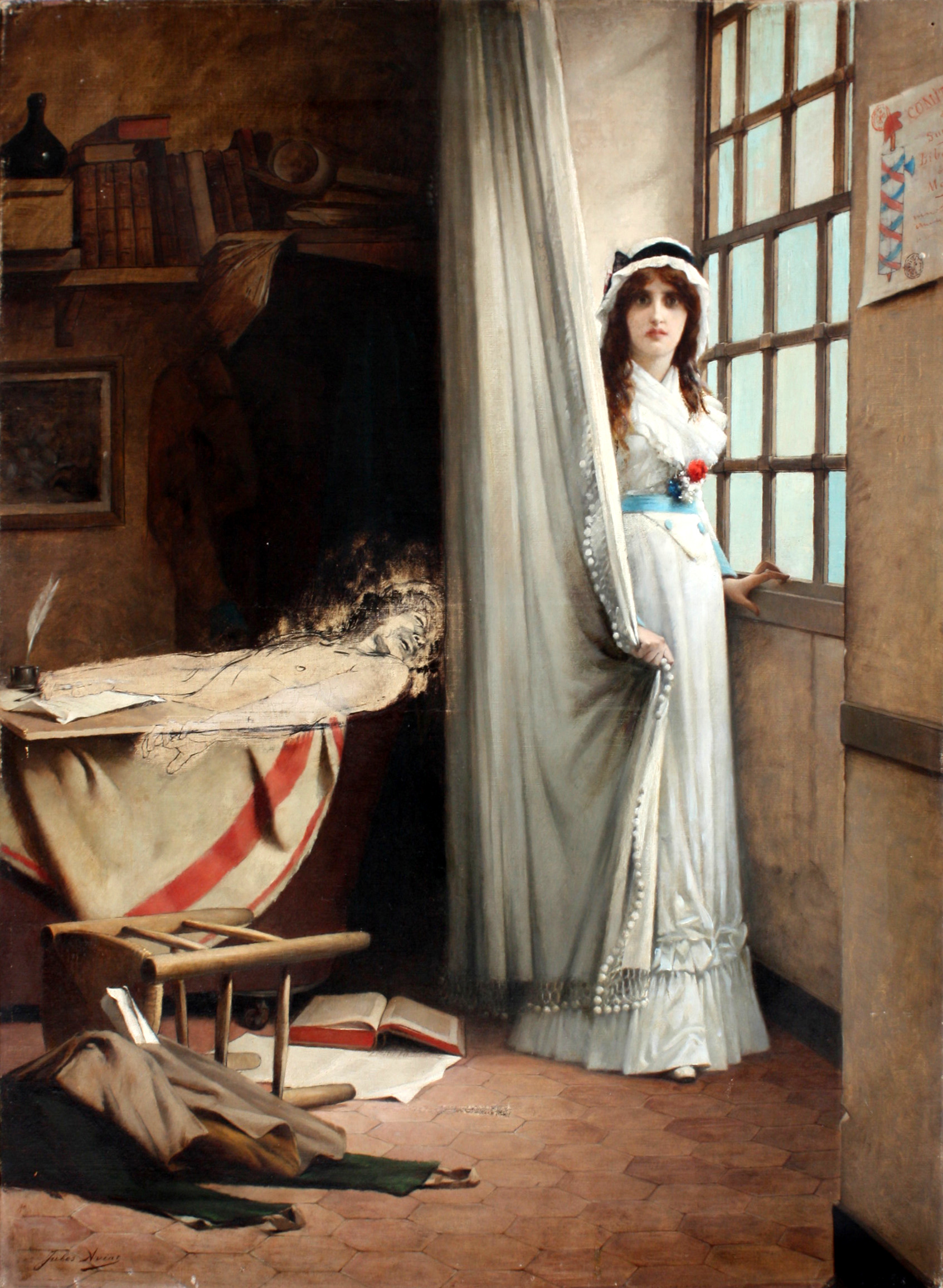
Шарлотта Корде и Марат. Жюль-Шарль Авиа[фр.], 1880
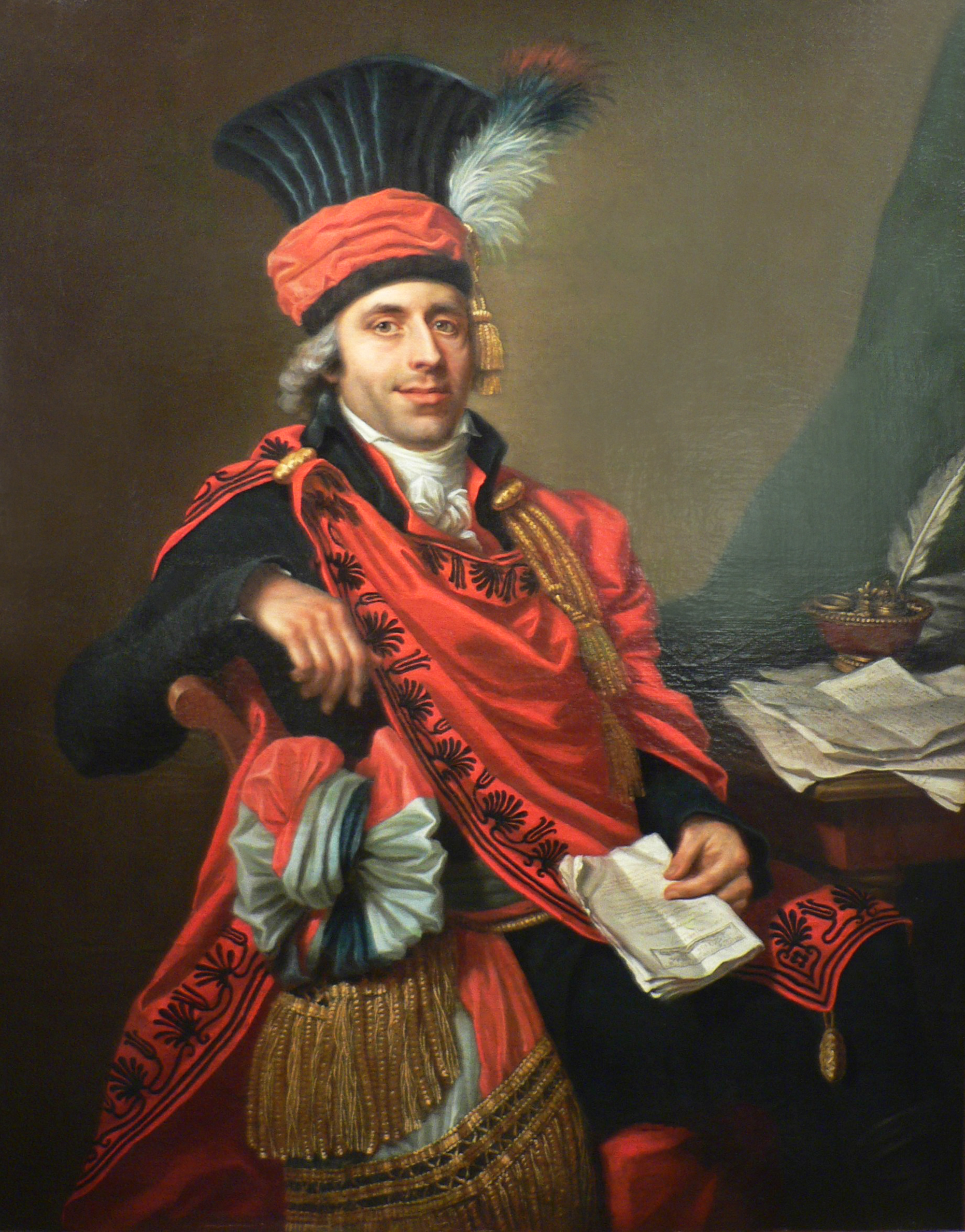
Тома Букеро де Волиньи[англ.] (1755-1841), депутат Совета старейшин. Портрет кисти неизвестного автора.
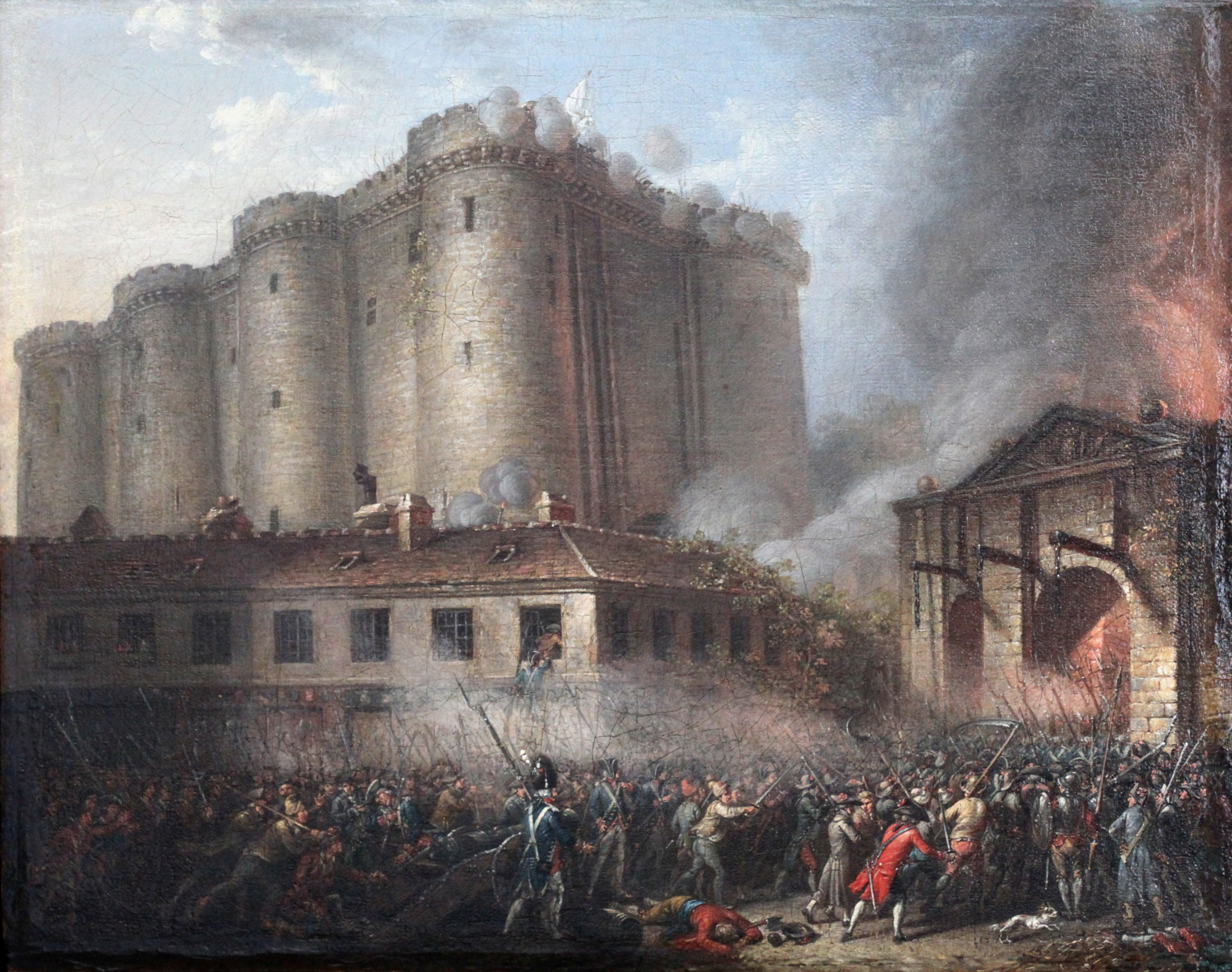
Взятие Бастилии. Картина неизвестного автора
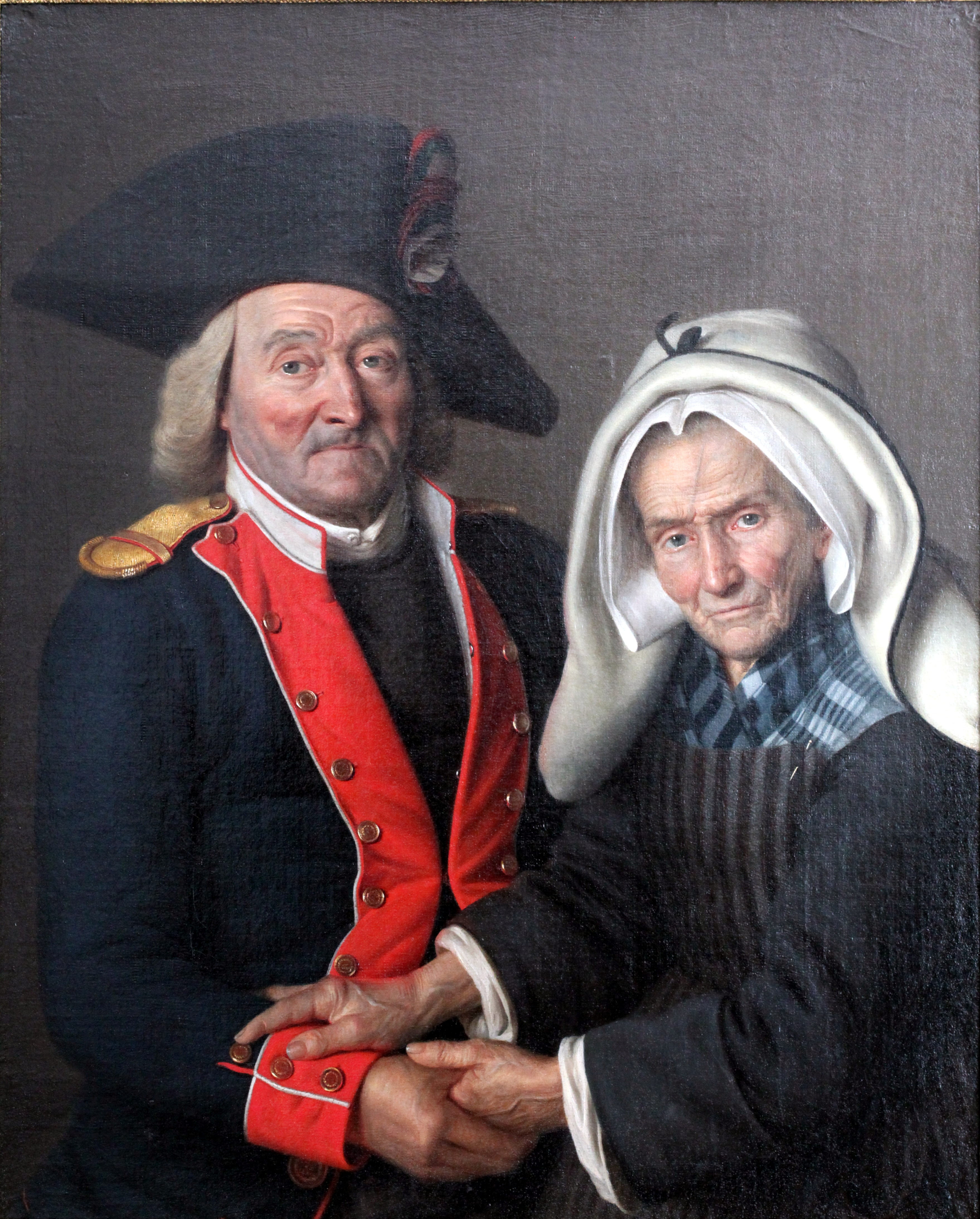
Гвардеец и его жена. Реми-Фюрси Дескарсен, 1791
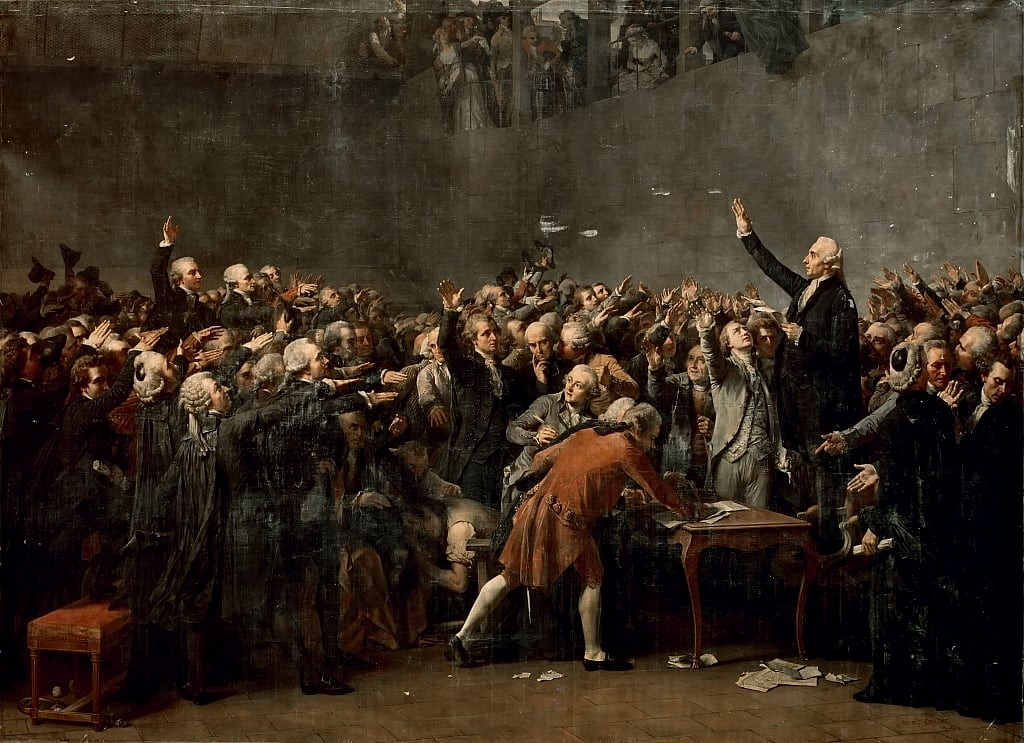
Клятва в зале для игры в мяч в июне 1789 г., (1848), Кудер, Огюст
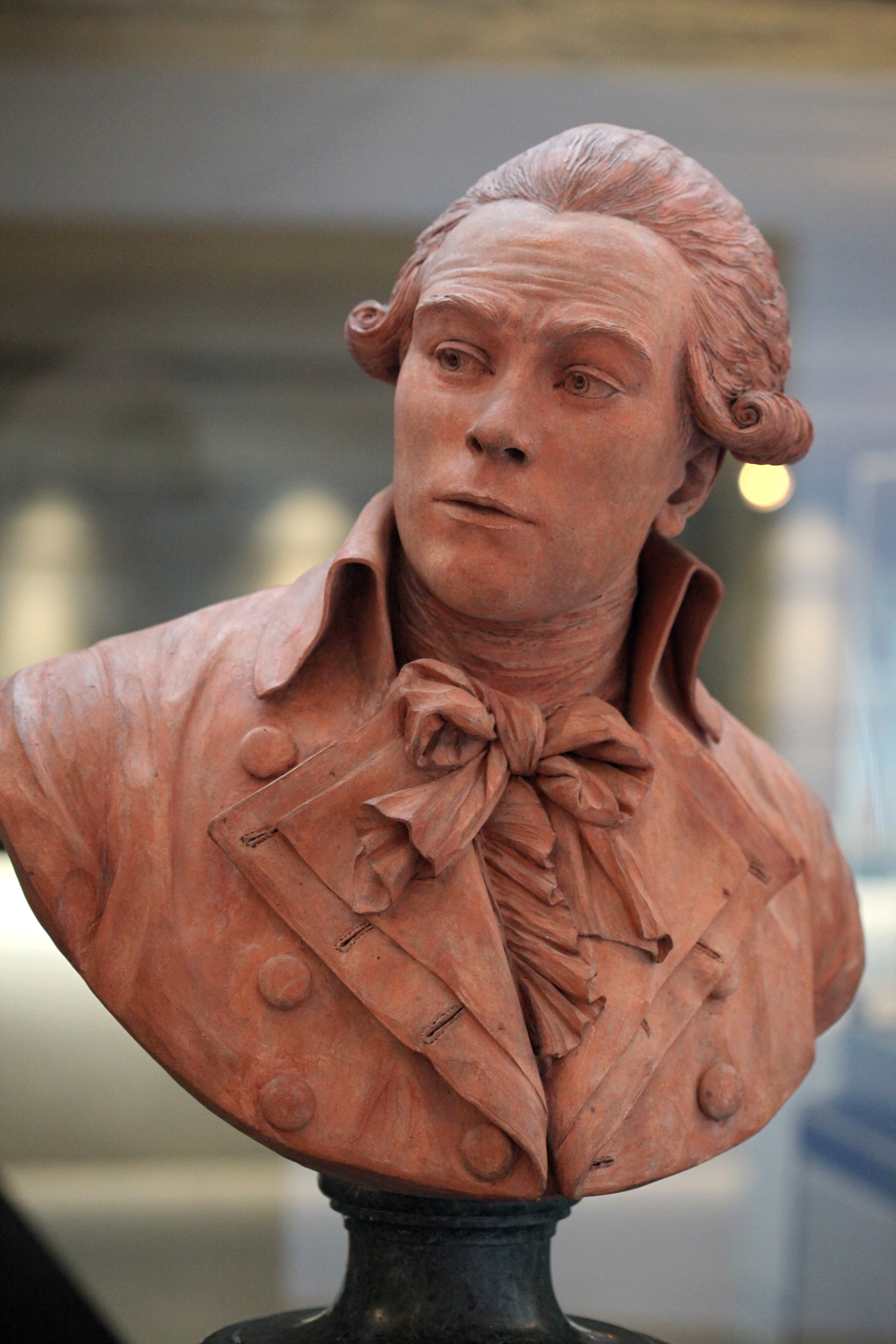
Максимильен Робеспьер. Бюст 1791 года работы Клода-Андре Дезена
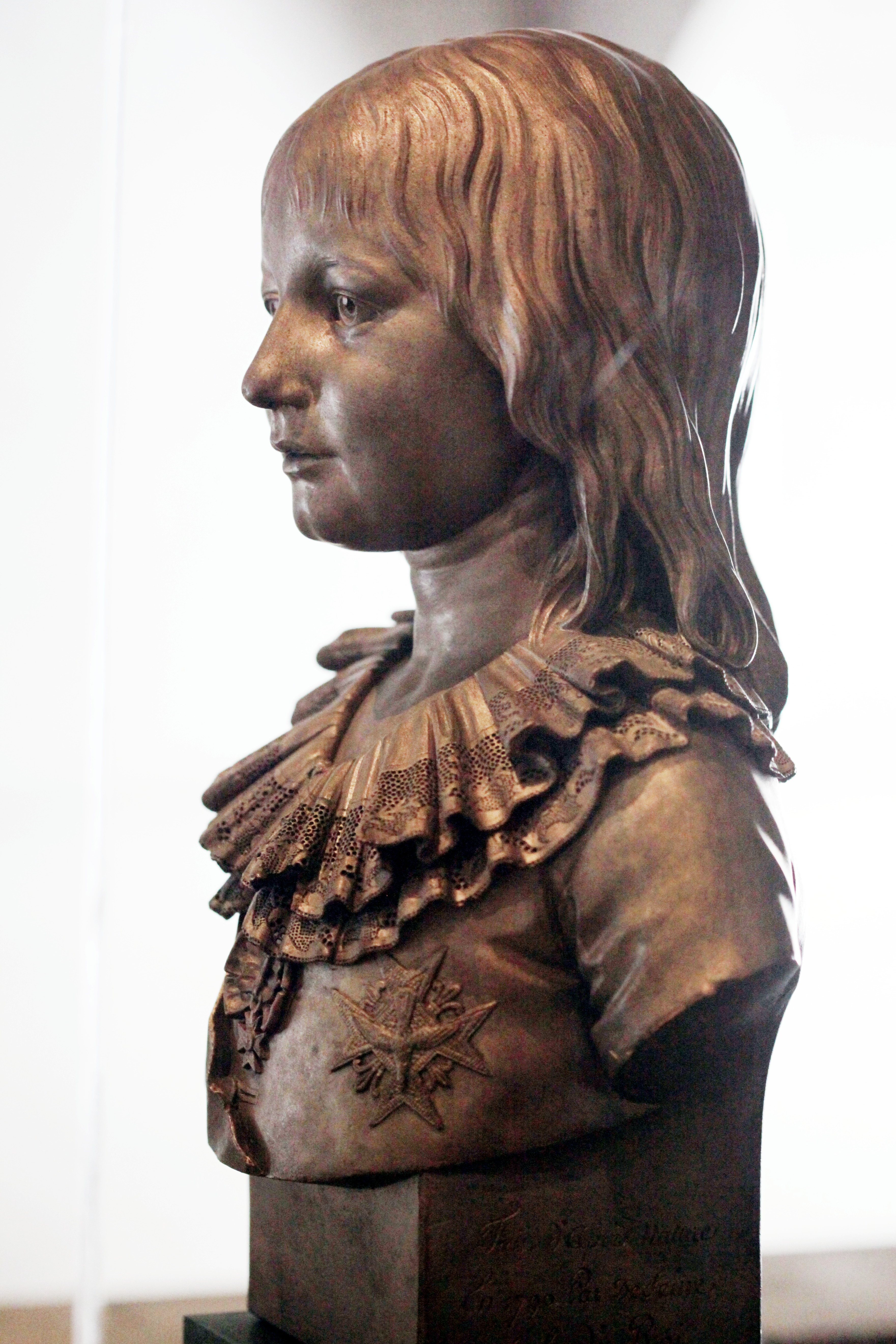
Людовик Карл, дофин Франции, 1790, Louis-Pierre Deseine
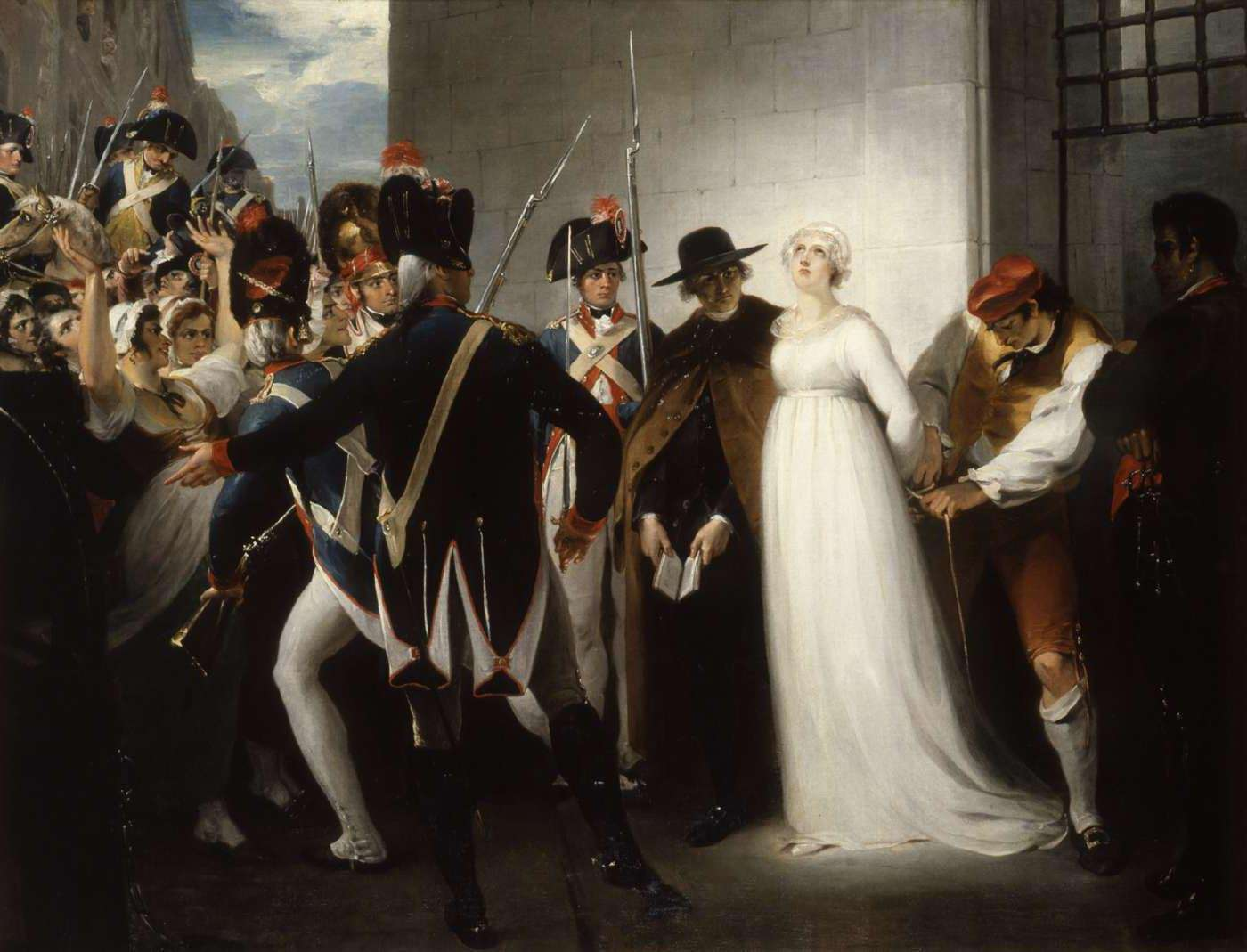
Марию-Антуанетту ведут на казнь, 16 октября 1793. Уильям Гамильтон, 1794
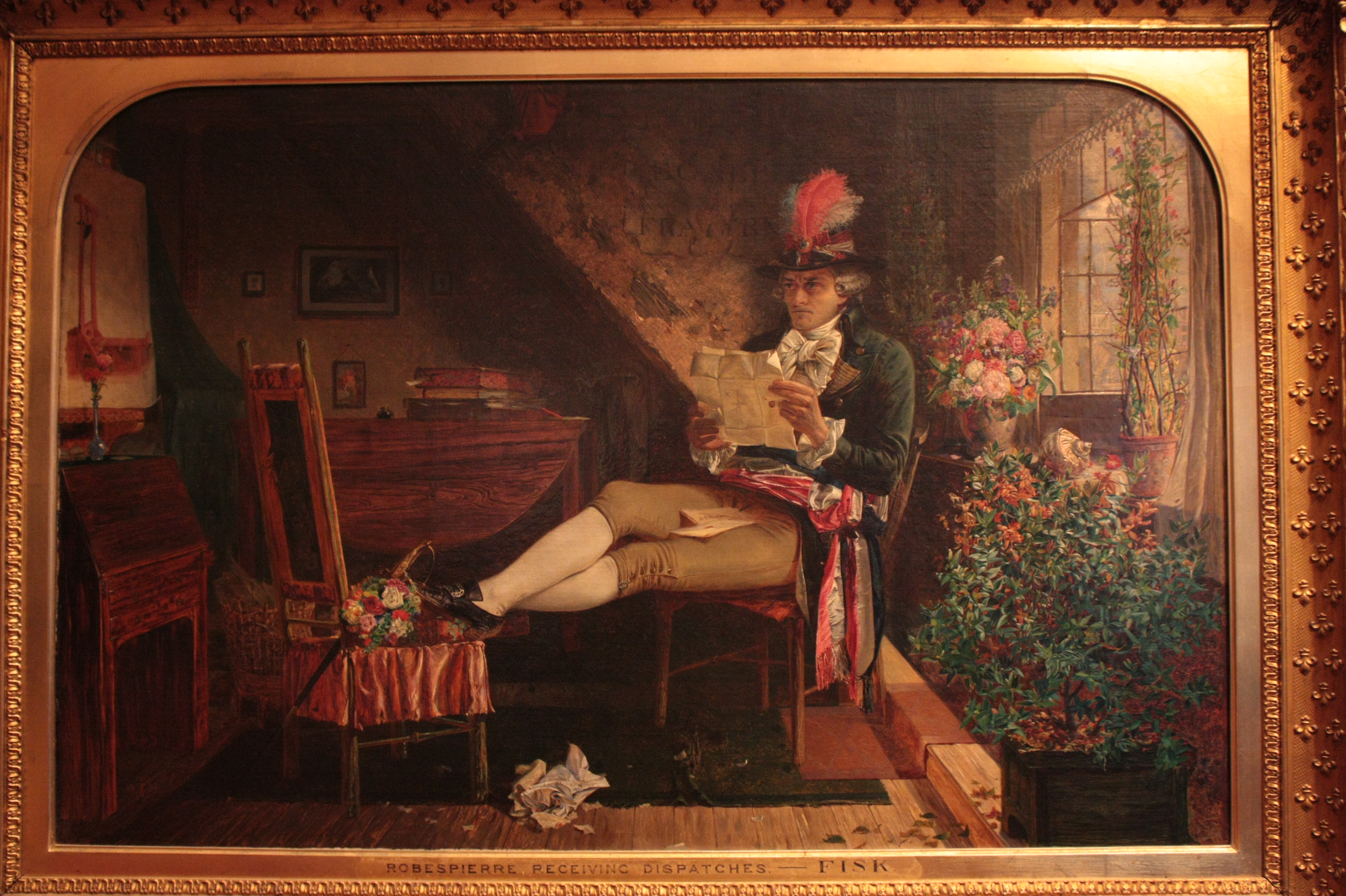
Робеспьер получает письма от друзей своих жертв с угрозами убить его. Уильям Генри Фиск, 1863
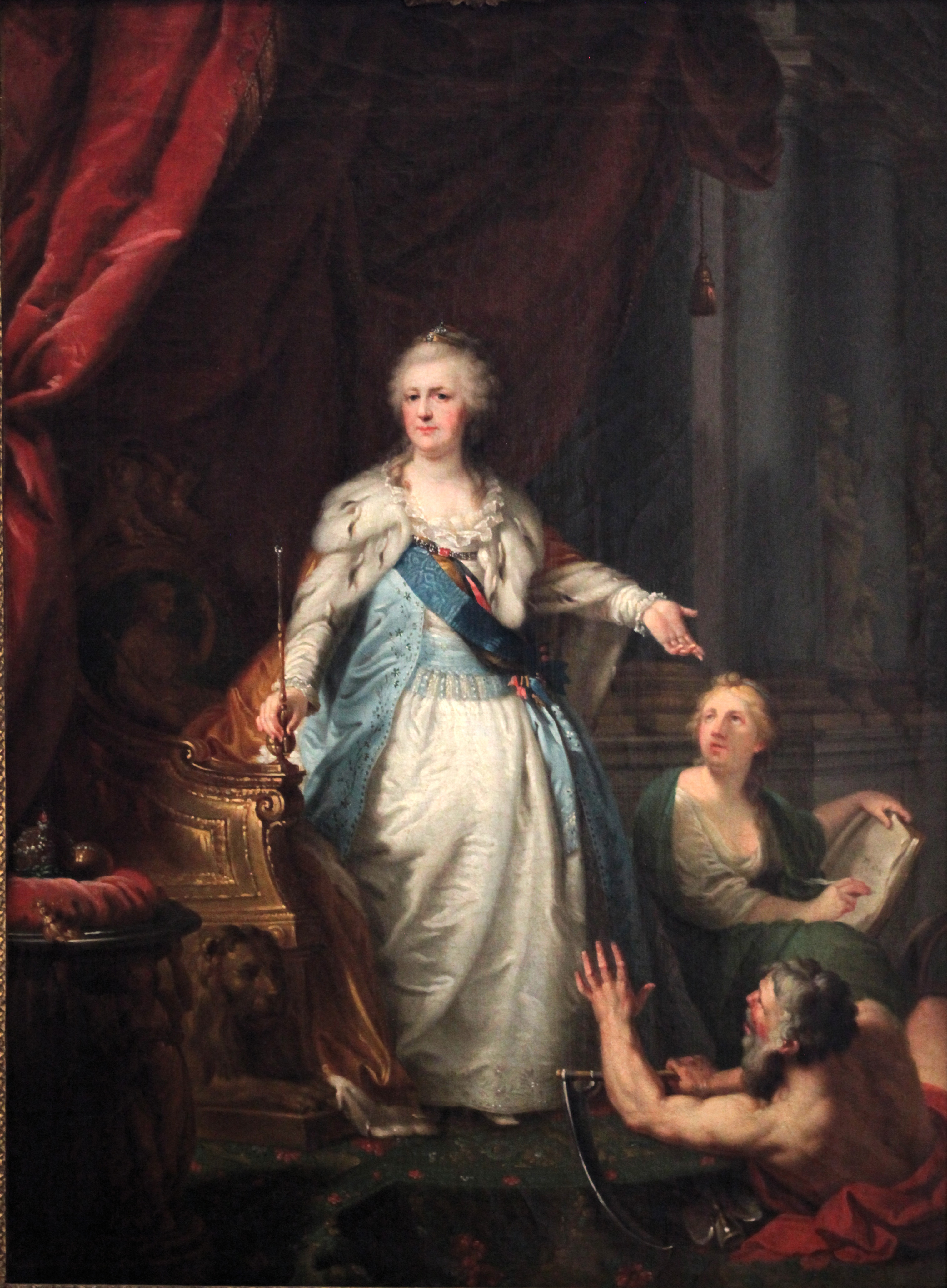
Императрица Екатерина II, правившая Россией 34 года, 1793, Лампи Старший, Иоганн Баптист